# Ute

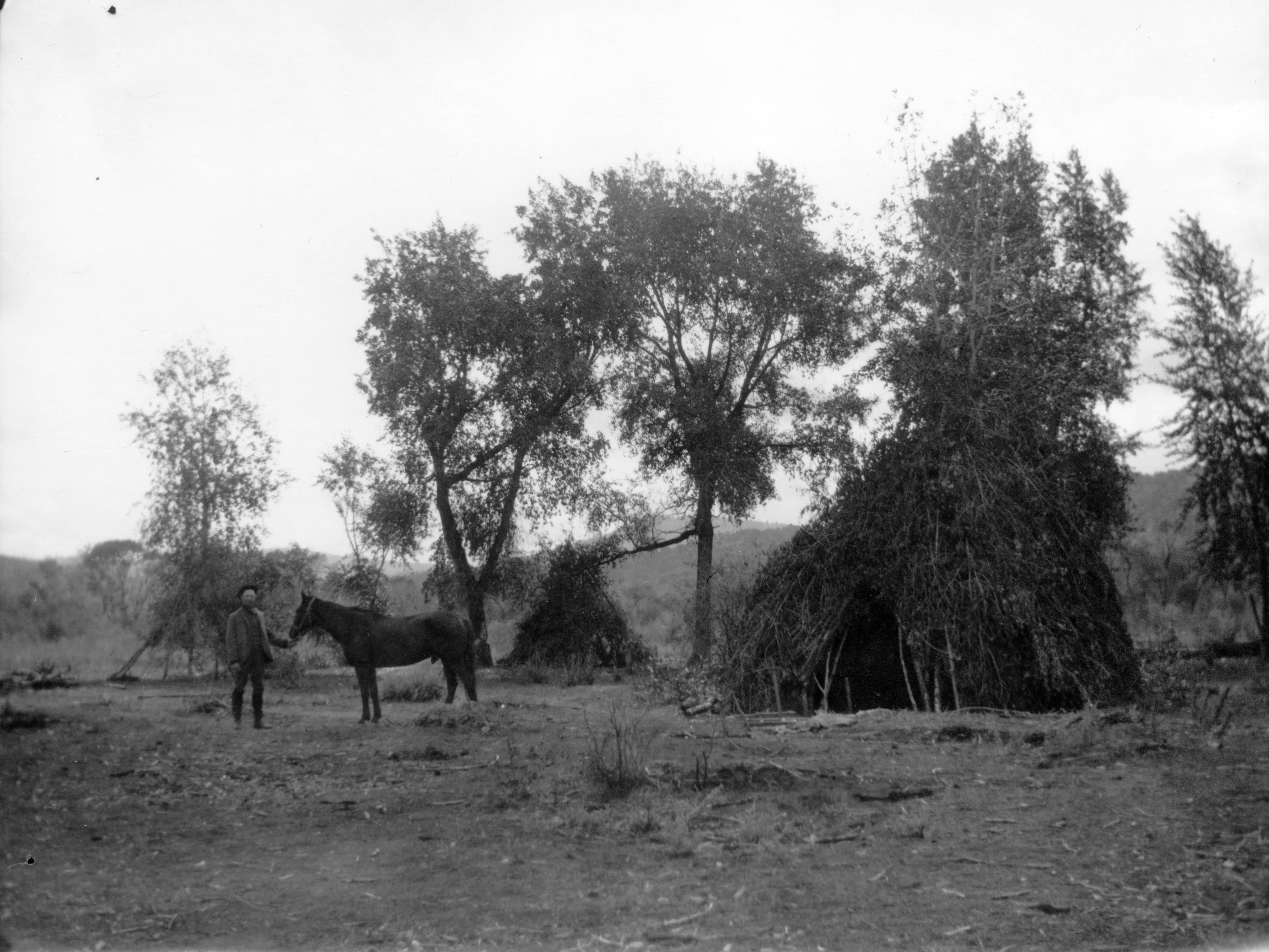
Wickiup hos uteindianer.

För andra betydelser, se Ute (olika betydelser).

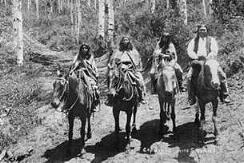
Uteindianer, 1878

Ute är en amerikansk indianstam. Uteindianernas språk ute talas fortfarande vid sidan av engelska. Befolkningen uppgår till omkring 10 000 människor, och folket har tre reservat i Utah och Colorado. De båda delstaterna har utgjort ute-land i omkring 1 000 år. Utah har fått sitt namn efter just "ute".

## Beskrivning
Uteindianer har, beroende på bostadsort, använt olika typer av traditionella bostäder. I öster var det vanligare med tipi, i väster  wickiup.